# World Series of Fighting選手一覧
WSOF選手一覧（わーるどしりーずおぶふぁいてぃんぐせんしゅいちらん）とは、総合格闘技イベント「WSOF」に参戦経験がある選手の一覧。

## ヘビー級（93.1kg以上）
- アンドレイ・アルロフスキー
- デヴィン・コール

## ライトヘビー級（93kg以下）
- アンソニー・ジョンソン vs.
- タイロン・スポーン
- トラヴィス・バートレット （ アメリカ合衆国）
- DJ・リンダーマン（ アメリカ合衆国）
- マイク・カイル（ アメリカ合衆国）

## ミドル級（84kg以下）
- 岡見勇信（ 日本）
- パウロ・フィリオ（ ブラジル）
- デイブ・ブランチ（ アメリカ合衆国）
- ダスティン・ジャコビー（ アメリカ合衆国）
- デイビッド・ペロン（ カナダ）
- マット・ベイカー（ カナダ）

## ウェルター級（76kg以下）
- イゴール・グレイシー（ ブラジル）
- グレゴー・グレイシー（ ブラジル）
- タイソン・スティール（ カナダ）
- スティーブ・カール（ アメリカ合衆国）
- ラミコ・ブラックモン（ アメリカ合衆国）
- ジェラルド・ハリ（ アメリカ合衆国）
- ジョシュ・バークマン（ アメリカ合衆国）
- ジョン・フィッチ（ アメリカ合衆国）
- ジョン・アレッシオ（ カナダ）

## ライト級（70kg以下）
- アントニオ・マッキー （ アメリカ合衆国）
- サバウ・ファダイ（ カナダ）
- ジャスティン・ゲイジー（ アメリカ合衆国）
- J.Z.カルバン（ ブラジル）
- ジェイコブ・ヴォルクマン （ アメリカ合衆国）
- タイソン・グリフィン（ アメリカ合衆国）
- TJ・オブライエン（ アメリカ合衆国）
- ブライアン・コッブ（ アメリカ合衆国）
- ホニス・トーヘス（ アメリカ合衆国）
- ルイス・ブスカペ（ ブラジル）
- ルイス・ゴンザレス（ アメリカ合衆国）

## フェザー級（65kg以下）
- ジョージ・カラカニヤン（ アメリカ合衆国）
- パブロ・アルフォンソ（ アメリカ合衆国）
- ニック・ロボスコ（ アメリカ合衆国）
- アレッシャンドリ・ピメンタウ（ ブラジル）
- ジェイド・ポーター（ アメリカ合衆国）
- ランス・パーマー（ アメリカ合衆国）

## バンタム級（61kg以下）
- ミゲール・トーレス（ アメリカ合衆国）
- ファビオ・メロ（ ブラジル）
- コディ・ボーリンガー（ アメリカ合衆国）
- タイソン・ナム（ アメリカ合衆国）

## 女子ストロー級（52.2kg以下）
- ジェジカ・アギラ（ アメリカ合衆国）
- アリダ・グレイ（ アメリカ合衆国）